# Квантовая группа
Квантовая группа — разновидность некоммутативной алгебры с дополнительной структурой. Является видом алгебр Хопфа, обеспечивающим решение уравнения Янга — Бакстера. Термин введен в 1986 году В. Г. Дринфельдом. Можно рассматривать квантовую группу как результат квантования группы Ли, так превращённой в пуассоново многообразие, что скобка Пуассона согласована с групповым умножением. Также квантовую группу можно рассматривать как некоммутативную разновидность алгебраических групп или групп Ли. Квантовая группа, в отличие от классической группы {\displaystyle G}, обозначается как {\displaystyle G_{q}}. Может быть описана в терминах своей алгебры функций {\displaystyle k[G_{q}]} или в терминах квантования своей универсальной обёртывающей {\displaystyle U_{q}(g)}. Понятие квантовой группы впервые появилось в работах П. П. Кулиша, Н. Ю. Решетихина, Е. К. Склянина, Л. Д. Фаддева, Л. А. Тахтаджяна, посвящённых квантовому методу обратной задачи.